# Mycerobas
Mycerobas là một chi chim trong họ Fringillidae.